# Muara Bengkal
Muara Bengkal – gmina (indonez. kecamatan) w dystrykcie (indonez. kabupaten) Kutai Timur w prowincji Borneo Wschodnie w Indonezji.
Kecamatan graniczy od północy z gminą Long Mesangat i Batu Ampar, od wschodu z kabupatenem Kutai Kartanegara, a od zachodu z kecamatanem Muara Ancalong.
W 2010 roku obszar ten zamieszkiwało 11 331 osób, z których 100% stanowiła ludność wiejska. Mężczyzn było 5 911, a kobiet 5 420. 11 207 osób wyznawało islam.
Znajdują się tutaj miejscowości: Batu Balai, Benua Baru, Muara Bengkal Ilir, Muara Bengkal Ulu, Mulupan, Ngayau, Senambah.